# Ferri elèctric Ellen
El ferri elèctric Ellen (en danès: Elfærgen Ellen) és un ferri elèctric de cotxes pioner, car que, a l'any 2019, quan va entrar en servei, va ser el més gran del món de les seves característiques. Opera a la ruta 22 NM entre les illes d'Ærø i Als, al sud de Dinamarca.

## Història
L'embarcació es va desenvolupar amb E-Ferry, un projecte recolzat per la Unió Europea que va costar 21,3 milions d'euros. Tot i que això és al voltant d'un 40% més car que un vaixell convencional, els costos d'explotació són un 75% inferiors. Va ser el transbordador elèctric més gran del món el 2019, quan va prendre el lloc al MF Tycho Brahe, que opera entre Dinamarca i Suècia. S'espera que estalviï l'alliberament de 2000t de CO2 per any.
Els treballs de construcció van començar l'agost de 2016, a les drassanes subcontractades SSH de Ridzon, a Szczecin, Polònia. Al setembre, les 22 seccions més grans del transbordador electrònic van ser soldades i el casc va ser remolcat fins a Søby, al municipi-illa d'Ærø, per a fer-ne l'equipament.

## Maquetació
L'embarcació pot transportar 30 vehicles i 200 passatgers. Va ser dissenyada per minimitzar el pes. Les seves zones de viatgers estan al mateix nivell que la coberta del cotxe. El vaixell no té rampes, sinó que les utilitza a la costa. El casc és d'acer, però el pont és d'alumini. Els mobles de coberta estan fets de paper reciclat en lloc de fusta, donant al ferri un pes total de 650 tones.
Llurs bateries van ser desenvolupades per l'empresa Leclanché, a Suïssa. Es divideixen entre dues sales de bateries sota la coberta i tenen una capacitat de 4,3 MWh, més gran que qualsevol altre vaixell elèctric. És una de les primeres embarcacions que no té generador d'emergència. Un braç de càrrega a la rampa de terra es mou amb la marea i permet recarregar la bateria durant la càrrega de passatgers i mercaderies.

## Servei
La nau va ser construïda per operar entres les 22 milles nàutiques que distancien les illes Ærø i Als al sud de Dinamarca. El 15 d'agost de 2019 va substituir l'MF Skjoldnæs, vaixell que operava a la línia fins al moment.

## Galeria

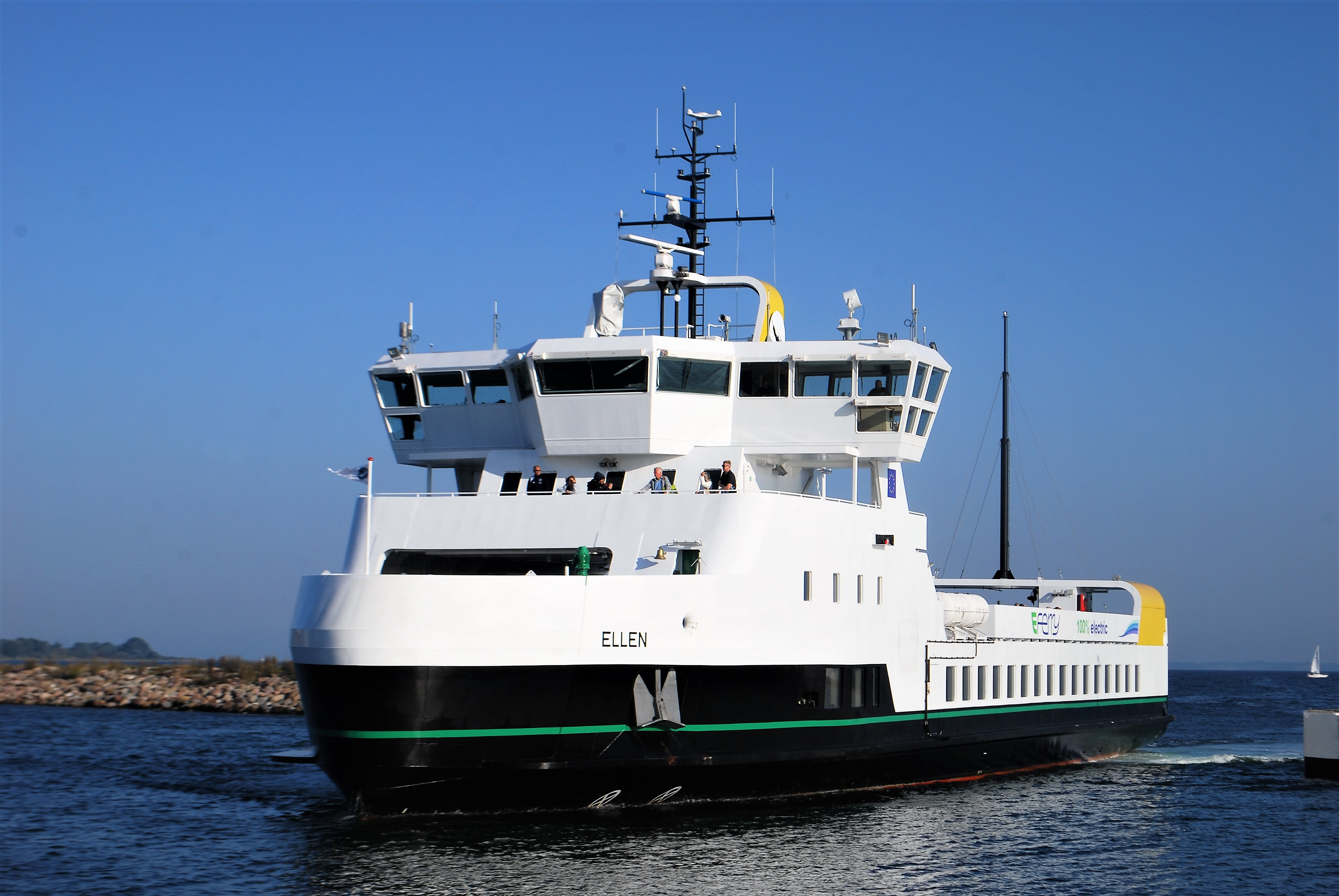
Ferri elèctric Ellen
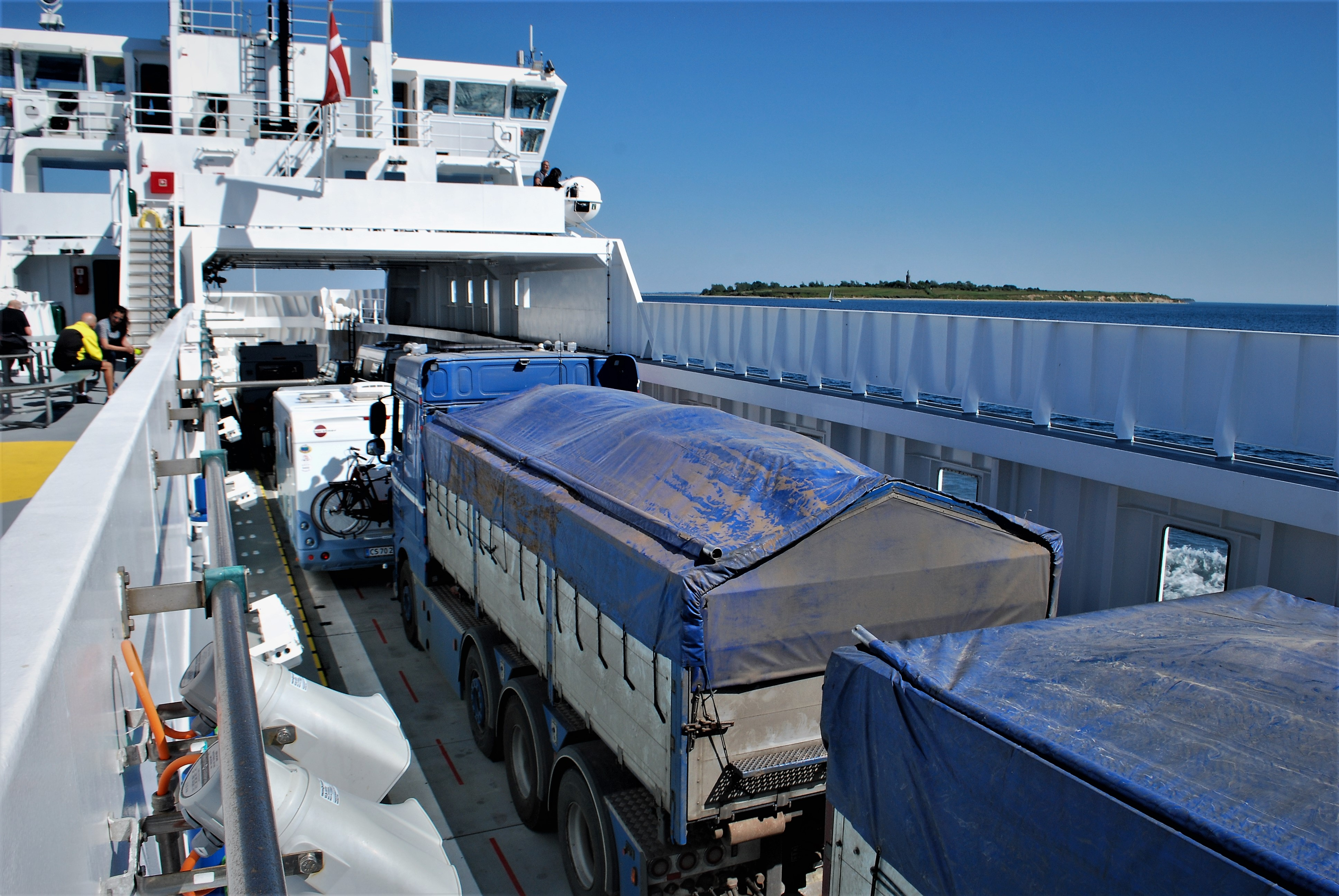
Ferri elèctric Ellen
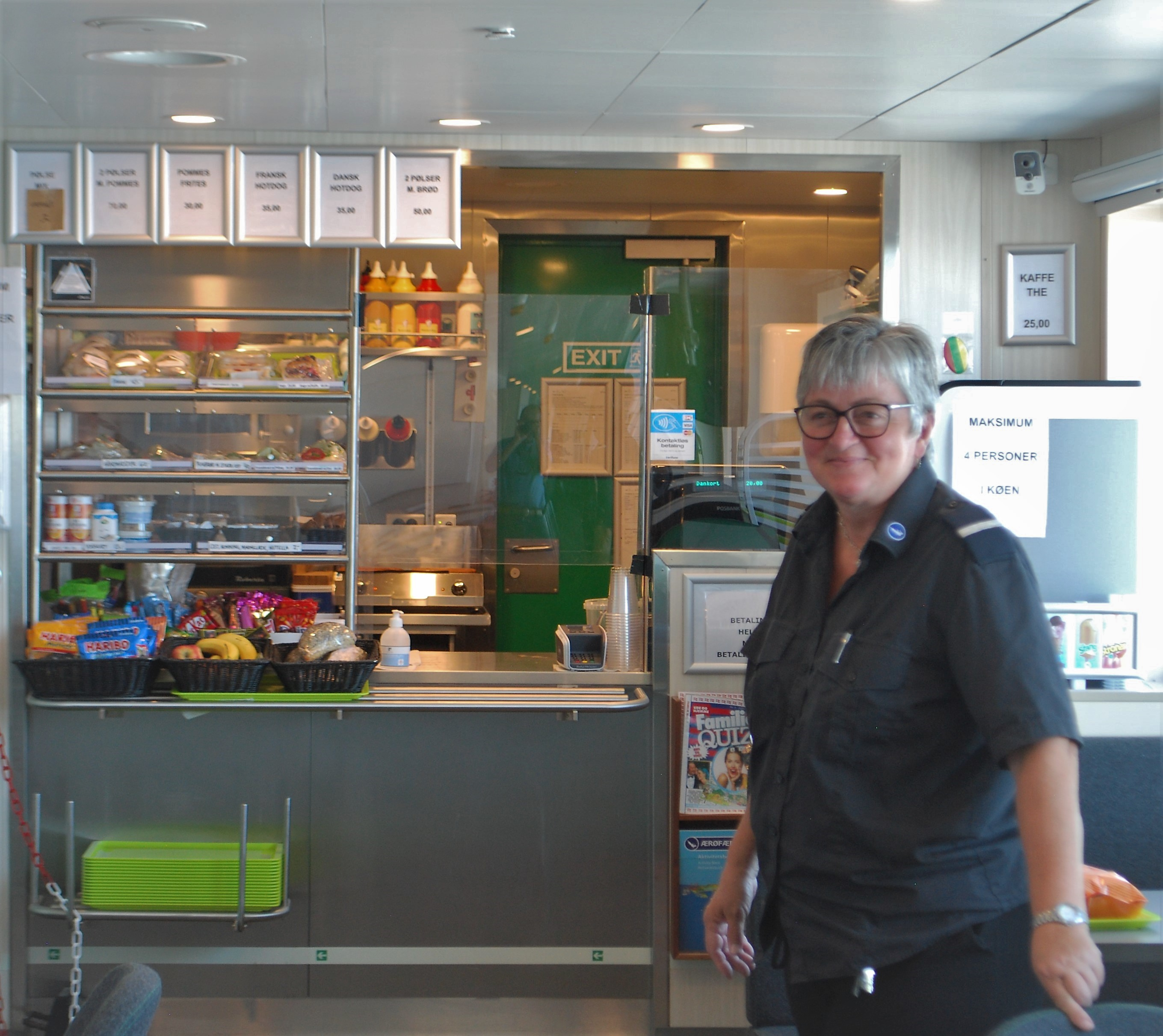
Cafè
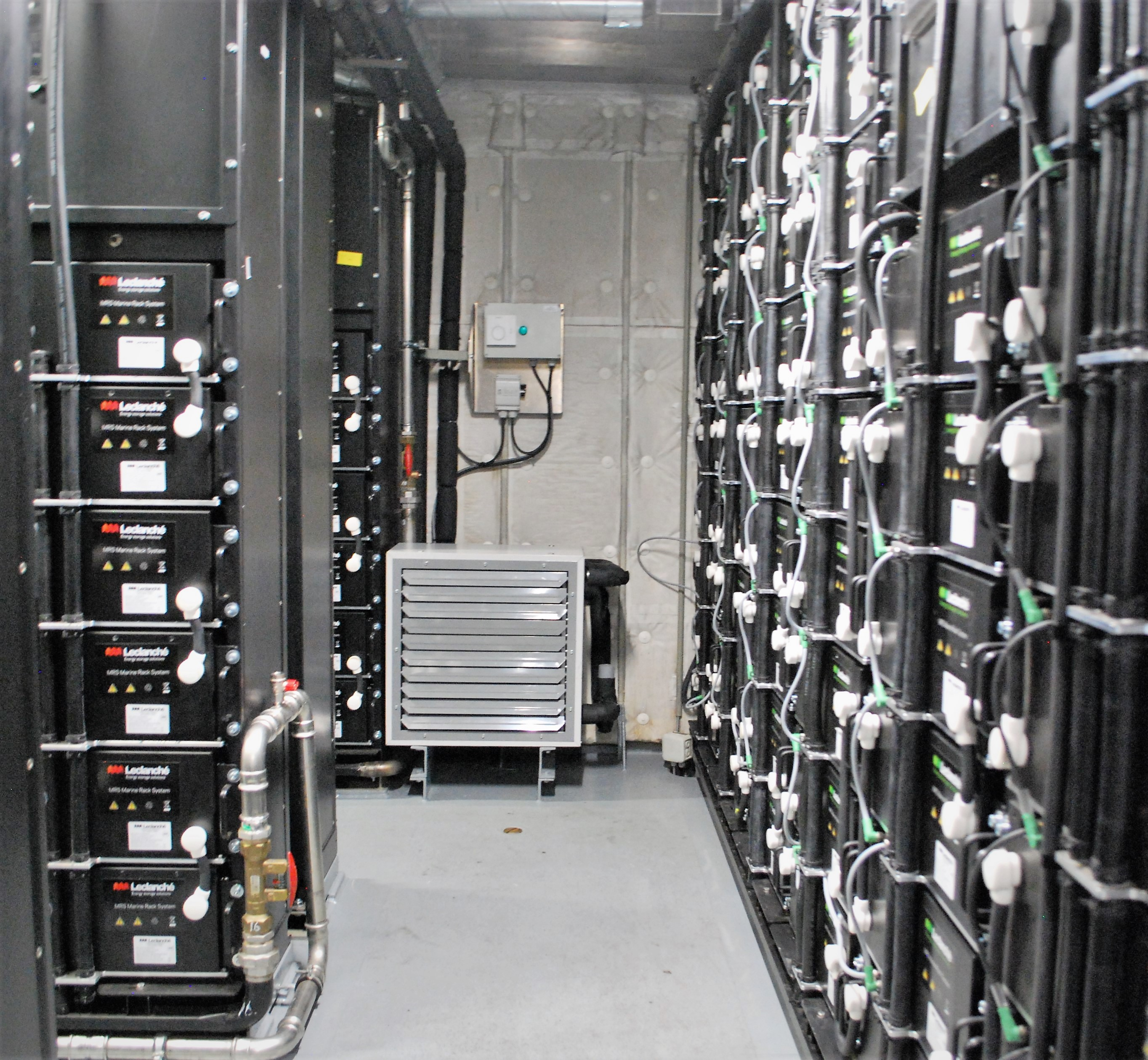
Sistema de bateries de 4,3 MWh
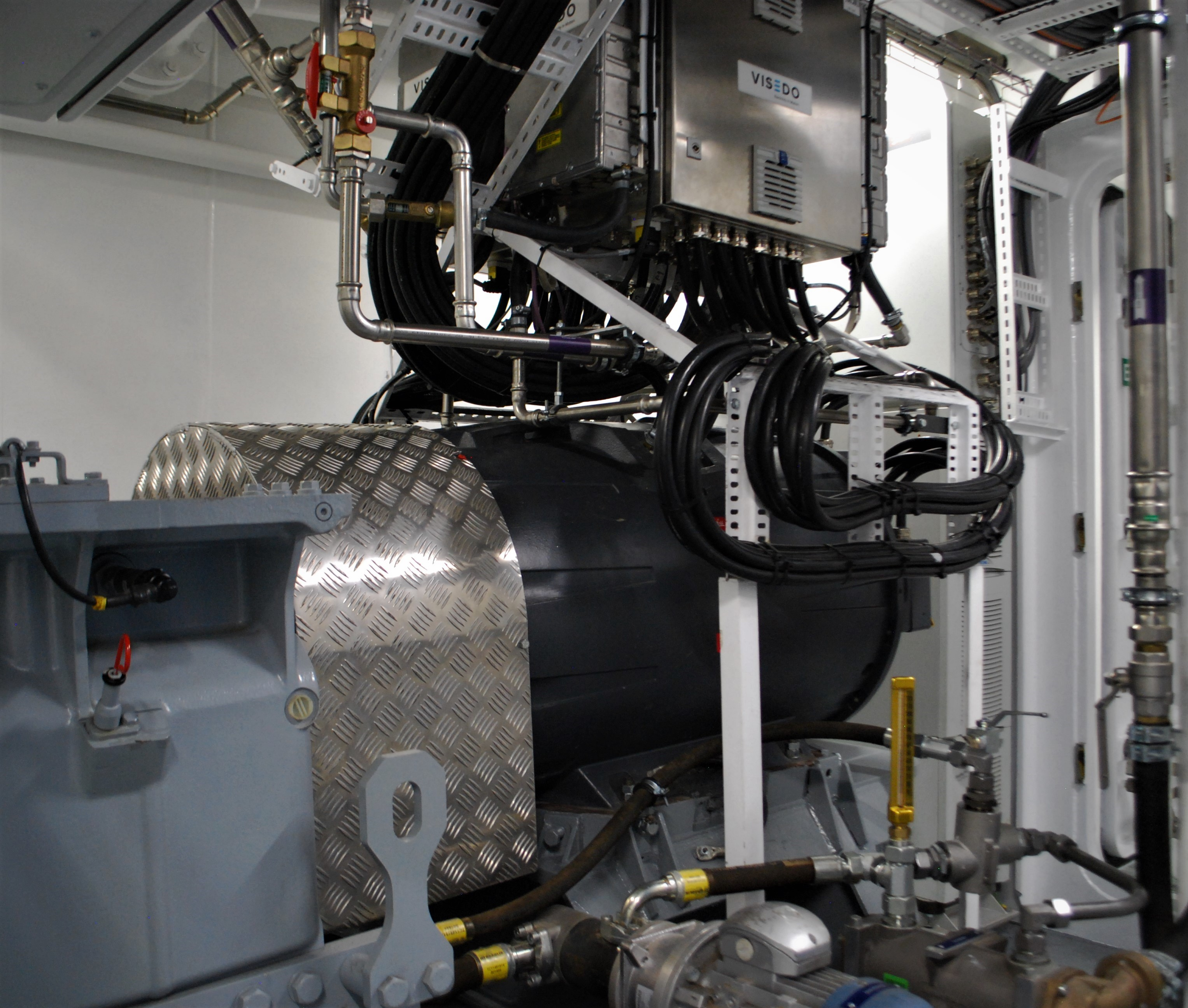
Motor elèctric
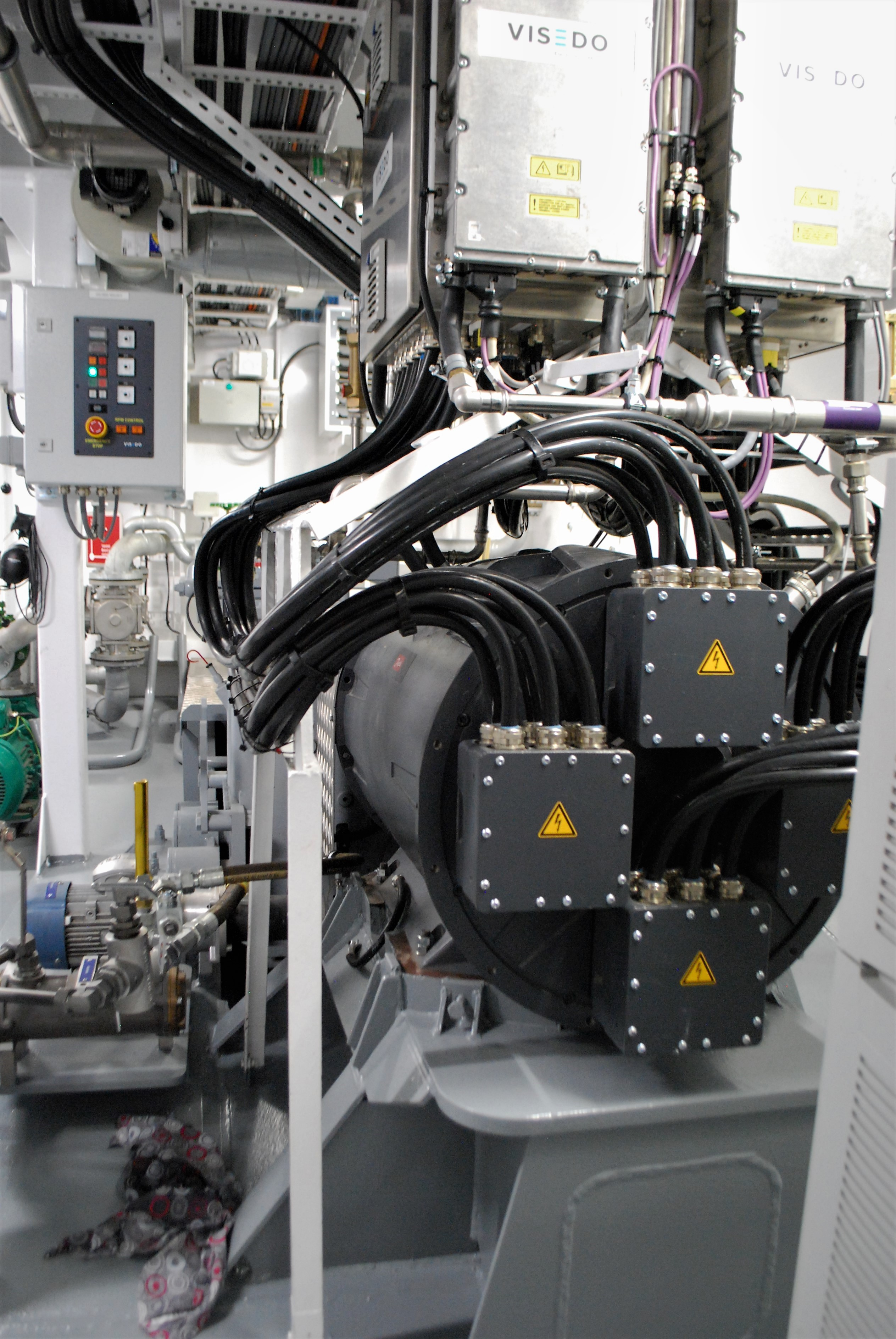
Motor elèctric
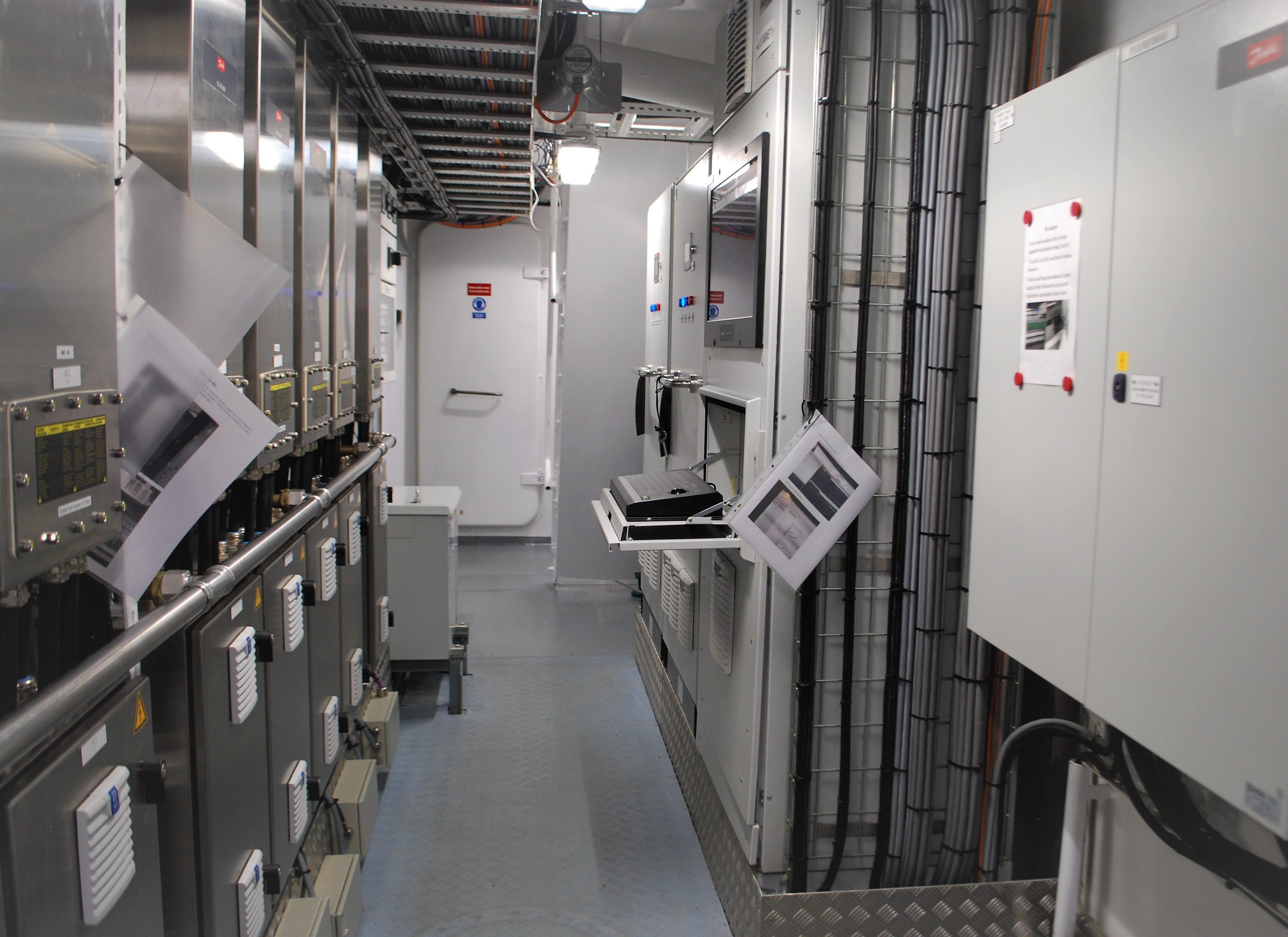
Sala de control tècnic